# Aiceona malayana
Aiceona malayana är en insektsart. Aiceona malayana ingår i släktet Aiceona och familjen långrörsbladlöss. Inga underarter finns listade i Catalogue of Life.